# White Lives Matter

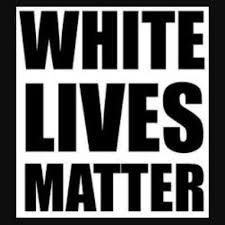
Логотип White Lives Matter

White Lives Matter (с англ. — «Белые жизни важны», «Жизни белых важны») — слоган сторонников превосходства белых, появившийся в 2015 году в США как реакция на американское движение за социальную справедливость Black Lives Matter. Слоган используется неонацистами, группами «ку-клукс-клана» и другими сторонниками превосходства белых для набора новых членов в свои движения и на свои демонстрации. Использующие слоган заявляют, что они пытаются привлечь внимание к якобы существующему «геноциду белой расы» и повысить поддержку создания «белого этногосударства». Слоган часто используется на демонстрациях белых расистов в США.
Социальные сети, такие как Facebook, Twitter и YouTube, удаляют контент, связанный с движением White Lives Matter, как пропагандирующий язык вражды.

## История
В 2017 году группа белых расистов из Национал-социалистического движения, «Лиги Юга», «Авангарда Америка» и других движений так называемого Националистического фронта запланировали две акции под лозунгом White Lives Matter в штате Теннесси, США. На первой демонстрации в Шелбивилле, Теннесси, собралось 100 сторонников White Lives Matter и 200 контрпротестующих. После этого организаторы акции отменили вторую запланированную акцию в Мерфрисборо, куда по данным властей собралось на антирасистский марш 800—1000 контрпротестующих.
Мэр Киева Виталий Кличко в июле 2020 года задержал в Киеве двух хулиганов, рисовавших в центре Киева расистскую фразу White Lives Matter.
В Вене (Австрия) в декабре 2020 года ультраправые активисты в рамках своего протеста закрыли памятник беженцу Нигерии Маркусу Омофуме, погибшему в Австрии от действий австрийских полицейских, лозунгом White Lives Matter Vienna.
Рэпер Канье Уэст в октябре 2022 года пришёл на свой показ на неделе моды в Париже вместе с консервативной активисткой Кэндис Оуэнс в футболках с надписью «White Lives Matter». Модели на показе Уэста также носили футболки с надписью. Использование слогана вызвало критику со стороны американских комментаторов. После ряда антисемитских заявлений и инцидента с футболками компания Adidas прекратила сотрудничество с Уэстом в рамках брэнда Adidas Yeezy.